# 갈마
"갈마"는 1991년에 개봉한 대한민국의 영화이다. 이운철이 감독하였으며, 이대근 등이 출연하였다.

## 캐스팅
- 이대근: 만석 역
- 전세영: 꽃실 역
- 홍여진: 선례 역
- 한영수: 경식 역
- 강용호: 동근 역
- 이무정: 혹부리 역
- 서창숙: 딱정네 역
- 윤일주: 한성진 역
- 안진수: 육손이 역
- 문미봉: 윤씨 역
- 이선화: 방울이 역
- 박정룡: 천등 역
- 신찬일: 천씨 역
- 홍충길: 형식 역
- 김유민: 똥개 역
- 김경란: 허씨 역
- 김윤희: 작부 1 역
- 조영선: 작부 2 역
- 박동룡: 석씨 역
- 주세은: 얼니꽃실 역
- 서평석: 신랑 역
- 주상호: 박참봉 역
- 박부양: 황씨 역
- 김옥희: 작부 역
- 김상엽: 개똥 역
- 김지혜: 지심이 역
- 김경미: 조실이 역
- 김은희: 화자 역
- 유경애: 동네아낙 1 역
- 강희: 동네아낙 2 역
- 김우석: 경찰관 역
- 박용팔: 노인 1 역
- 임혜림: 노인 2 역
- 한명환: 목장주인 역